# 歌詩達愛蘭歌娜號

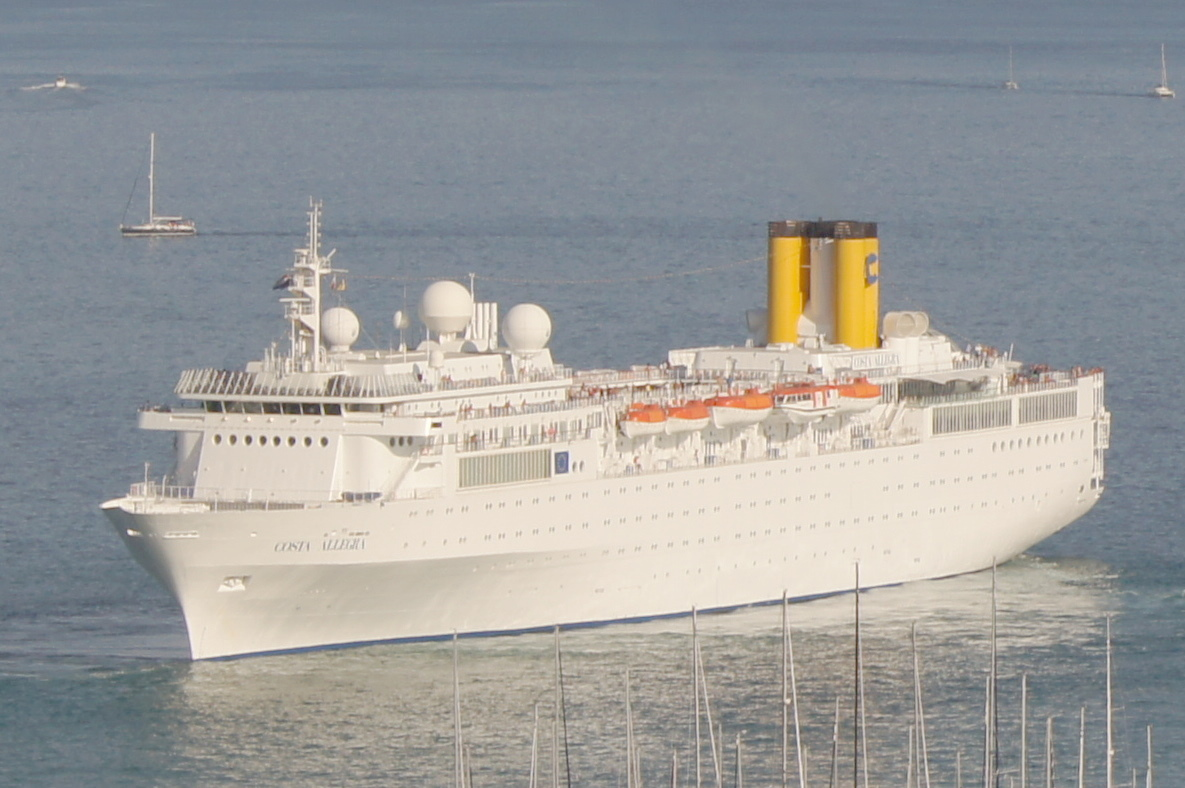
歌詩達愛蘭歌娜號。

歌詩達愛蘭歌娜號（MS Costa Allegra）是一艘豪華游輪，由貨櫃船MS Annie Johnson改造而來，長187米、排水量2.84萬噸，有399間客房和2個泳池，並有緩步徑、健身房、水療室、劇院和賭場等，船內有多件印象派藝術品。它是歌詩達郵輪船隊中的船隻，1992年為歌詩達郵輪公司首航。2012年2月在印度洋遇上火災之後宣佈停止服務，並會被出售或報廢。

## 2006年駐紮香港
愛蘭歌娜號是中國現代郵輪業之始，在2006年7月中旬以1.2億港元作全面翻新，同年11月從上海南下香港，展開前往海南島三亞及越南下龍灣的冬季航程。

## 2012年火災事故
2012年2月27日，愛蘭歌娜號郵輪在塞舌爾群島附近海域失火，船上1,049人無傷亡。火警令郵輪失去動力，在印度洋漂浮。 愛蘭歌娜號原定在29日抵達塞舌爾群島的德羅什島，但是由於郵輪公司基於安全及島上設施不足，因此決定把郵輪拖往200哩以外的馬埃島。據報船上除了斷電外，亦缺乏食物，須靠直升機運送糧食、電筒及緊急救援物資。船上還有9名意大利武裝人員，避免船隻在索馬里海盜猖獗的印度洋中被挾。
3月1日，經過三日海上漂浮後，愛蘭歌娜號被拖回塞舌爾群島的馬埃島的維多利亞港口。船上逾千名乘客和船員安全抵岸。七十二歲美國乘客布拉德韋爾指郵輪斷電後，空調系統及廁所失靈，房間充斥臭味，他與妻子惟有到甲板避熱及避臭。他又指三日來只有冷冰冰的三文治充飢。
跟愛蘭歌娜號同級，可盛載927人的航行者號(Costa Voyager)將會取代愛蘭歌娜號未來數月的歐洲行程。航行者號原定的紅海行程則會被取消。

## 出售或報廢
2012年3月10日，嘉年華郵輪(Carnival Cruises)的首席執行長Micky Arison向華爾街的分析師表示，由於愛蘭歌娜號的維修費用非常龐大，因此它將被賣出或被報廢。
最終該船于土耳其完成報廢拆解作業。

## 外部連結
- 歌詩達愛蘭歌娜號[永久]